# Кай Кен
Кай Кен (на японски: 甲斐犬, други имена: Тора ину, Кай, Тигрово куче) е порода кучета, произхождаща от окръг Кай в префектура Яманаши, Япония. Представителите ѝ се използват като помощници в лова на глигани и елени. Днес породата е много рядка и е обявена за едно от седемте национални съкровища на страната, подобно на Айну и Акита ину.
Кай Кен се отличава с атлетично, мускулесто тяло, покрито със среднодълга права и груба на допир козина, в окраски черно или бриндл. Височината е около 53 см за мъжките и 48 см за женските, като и в двата случая се допуска отклонение от 3 см. Главата е с клиновидна форма и се характеризира с издължена муцуна, тъмни очи и изправени уши. Опашката е навита на гърба.
Кучетата от тази порода са много подходящи за домашни любимци. Силно се привързват към семейството и обичат компанията му и игрите. Внимателни са към децата и се спогаждат добре с другите кучета, но поради вродените си ловни инстинкти Кай Кен не е добра компания за други домани любимци. Държат се подозрително към непознат, което обуслава годността им за кучета пазачи. Имат висока интелигентност, поради което се обучават лесно. Кай Кен се чувства добре в апартамент, но е необходима редовна разходка.
Средната продължителност на живота на кучетата от тази порода е 16 години. Здравословното състояние е много добро.
Поддръжката на козината се изразява в периодично сресване.